# 天津风号护卫舰
天津风号护卫舰（日语：あまつかぜ）(DDG-163)是日本海上自卫队第一代防空导弹驱逐舰，该型舰艇仅装备一艘。舰名来自于原海军磯風型驅逐艦三号舰和陽炎型驅逐艦九号舰。

## 简介
该型舰船是以美国海军查尔斯·F·亚当斯级导弹驱逐舰的设计作为参考。以RIM-24鞑靼人式舰对空导弹作为主要装备，发射装置被安置在后甲板上发射。经过评估船体采用遮浪型船体，并以此建立了现代化的驱逐舰的基本设计观念，如比传统舰艇更加宽阔的舰体结构。在战后日本国产护卫舰中，该舰保持着最慢交舰速度的记录（预算超支与更改设计导致）。
该舰最初采用与秋月级护卫舰类似的类2600吨标准排水量设计，并且基本的设计已经完成。然而，已被派往美国调查小组发现这一设计偏小，不适合防空导弹的使用需求，不得不重新设计了一个3,050吨排水量的舰体，并配备60000匹马力的发动机。它也成为了自卫队第一个标准排水量为3000吨以上舰艇。由于扩大了舰体，导致原有预算不足，不得已简化了反潜武器，并将一些额外设备推迟在以后安装，工期因此也延后了两年多。直至1965年2月15日才竣工。为了削减预算不得已换掉了计划安装的MK42型127毫米主炮，取而代之的是两部MK33型双联装76毫米火炮。
在太刀风级护卫舰服役前的11年间，作为自卫队唯一的防空舰艇，该舰被视如珍宝。该舰装备有当时最先进的鞑靼人防空导弹火力控制系统，因此得到细致的照料。被船员们以讽刺和尊敬的称呼为“鞑靼大人”。

## 舰史
天津风号是日本战后第1次国防建设计划中1960年（昭和35年）计划的3000吨级护卫舰2303号舰。由三菱重工长崎造船厂建造。1962年11月29日开工。1963年10月5日下水，1965年2月15日服役，之后配属第1护卫队群。
在1967年至1968年整修中，安装了一部8联装阿斯洛克反潜导弹发射器。加装两部68式3联装鱼雷发射管，声呐装置得到更新（SQS-4A→SQS-23）。经过1971年的数字化改造更新了三坐标雷达（SPS-39A→SPS-52），使得1972年-1973年改造后，能够发射标准SM-1MR导弹。1982年（昭和57年），火控系统升级为日本国产81式射击指挥装置2型21D（FCS-2-21D），实现了从人操式舰炮向全自动式的过渡。由于不断推进现代化改造，如加装新的电子战系统，卫星通信天线，使其装备水平在30年的服役历程中，始终走在海上自卫队的前列。 
1980年，该舰与比睿号护卫舰以及P-2J巡逻机部队，代表海上自卫队第一次参加了环太平洋演习（环太平洋演习80）。配置在美国星座号航母战斗群（蓝军），并在演习中成功执行了四次防空任务，阻止澳大利亚海军墨尔本号航空母舰企图通过空袭击沉星座号的计划，攻击企图接近的美国海军鲷鱼号核潜艇（USS-578），由此获得该次演习的最高评价。 
1981年3月27日该舰被分配到第1护卫队群第61护卫队，1986年3月27日配属于第3护卫队群，1988年3月23日再次被分配到第3护卫队群第63护卫队。 
1995年11月29日退役。并与同年在若狭湾海域作为反舰导弹的靶船被击沉。左舷螺旋桨被保存在横须贺地方队的横须贺教育队，右舷螺旋桨被保存在横须贺基地。